# Jaime Terceiro
Jaime Terceiro Lomba (n. Pontevedra; 1946) es un economista español, catedrático de universidad, expresidente de Caja Madrid y ex director general del Banco Hipotecario de España.

## Biografía
Jaime Terceiro Lomba es hermano de José B. Terceiro, doctor ingeniero aeronáutico y licenciado en Ciencias Económicas, catedrático de Fundamentos del Análisis Económico de la Universidad Complutense y académico de número de la Real Academia de Ciencias Morales y Políticas. Ha sido director general del Banco Hipotecario de España y presidente ejecutivo de Caja Madrid.
Ha recibido el premio Rey Juan Carlos I de Economía en 2012 por su labor precursora en detectar los problemas de las cajas de ahorro.

## Obras
- Economía del cambio climático.[3] ISBN 9788430607563 EAN:9788430607563.[4]